# Lake Mohave
Het Lake Mohave is een kunstmatig meer en reservoir in de Mojavewoestijn in de Verenigde Staten. Het bevindt zich in de rivier de Colorado, ongeveer 80 km ten zuidoosten van Las Vegas, Nevada, tussen Nevada en Arizona. Het is gevormd door water dat wordt ingesloten door de Davis Dam in de noordelijke Lower Colorado River Valley en strekt zich uit tot 107 km achter de dam. Het bevat ongeveer 246 miljoen m³ water. Het water uit het meer wordt via aquaducten naar gemeenschappen in zuidelijk Californië en Nevada geleid.
Het meer biedt het gehele jaar door recreatiemogelijkheden, geconcentreerd in Katherine Landing en Willow Beach in Arizona en Cottonwood Cove in Nevada. Het meer en de omgeving zijn onderdeel van de Lake Mead National Recreation Area.
Tot de inheemse vissen in het meer behoren de bedreigde Xyrauchen texanus en Gila elegans. Uitgezette exoten in het meer zijn onder meer de regenboogforel, de forelbaars, de kleinbekbaars, de gestreepte zeebaars, crappie, zonnebaarzen, de kanaalmeerval, karpers en Dorosoma petenense.